# گورستان لحویی
قبرستان لحویی مربوط به سده‌های میانه تامتاخر دوران‌های تاریخی پس از اسلام است و در شهرستان کنارک، بخش زرآباد، دهستان غربی، ۳ کیلومتری شمال شرق روستای گنجک واقع شده و این اثر در تاریخ ۲۶ اسفند ۱۳۸۷ با شمارهٔ ثبت ۲۵۸۷۱ به‌عنوان یکی از آثار ملی ایران به ثبت رسیده است.